# South of Hell
South of Hell es una serie de televisión estadounidense de terror supernatural dramática protagonizada por Mena Suvari. La serie fue ordenada por WE tv con un orden inicial de 8 episodios, con los primeros 7 episodios estrenadas una detrás de otra el 27 de noviembre de 2015, y el octavo y último episodios sólo disponible a través de iTunes.

## Premisa
En Charleston, Carolina del Sur, María y David Abascal son cazadores de demonios en alquiler. En el cuerpo de María reside un demonio llamado Abigail, que se alimenta del mal que exorciza María en los demás. Mientras María hace su trabajo de vencer el mal, deberá encontrar una manera de exorcizar a Abigail fuera de su cuerpo. Pero deshacerse de Abigail no es una tarea fácil, ya que le resulta sumamente atractivo residir en lo profundo de un alma en conflicto como el de María.

## Elenco[5][6]
- Mena Suvari como María Abascal, una cazadora de demonios a sueldo.
- Zachary Cabina como David Abascal, el hermano de María.
- Bill Irwin como Enos Abascal, padre de Grace, María y David y líder del culto.
- Drew Moerlein como Dusty, vecino de exmilitar y personal de mantenimiento local de María.
- Lamman Ruckecomo como Rev. Elijah Bledsoe, un cura.
- Paulina Singer como Grace, la hija del reverendo.
- Lydia Hearst como Charlotte Roberts.
- Slate Holmgren como Sweetmouth, el distribuidor local de drogas.
- Lauren Vélez como Tetra, un informante espiritual.

## Producción
Ti West, Rachel Talalay, Jennifer Lynch y Jeremiah Chechik fueron escogidos para dirigir algunos episodios individualmente. La canción de apertura es "Wild Side" por la banda Cross My Heart Hope To Die.